# Idisy

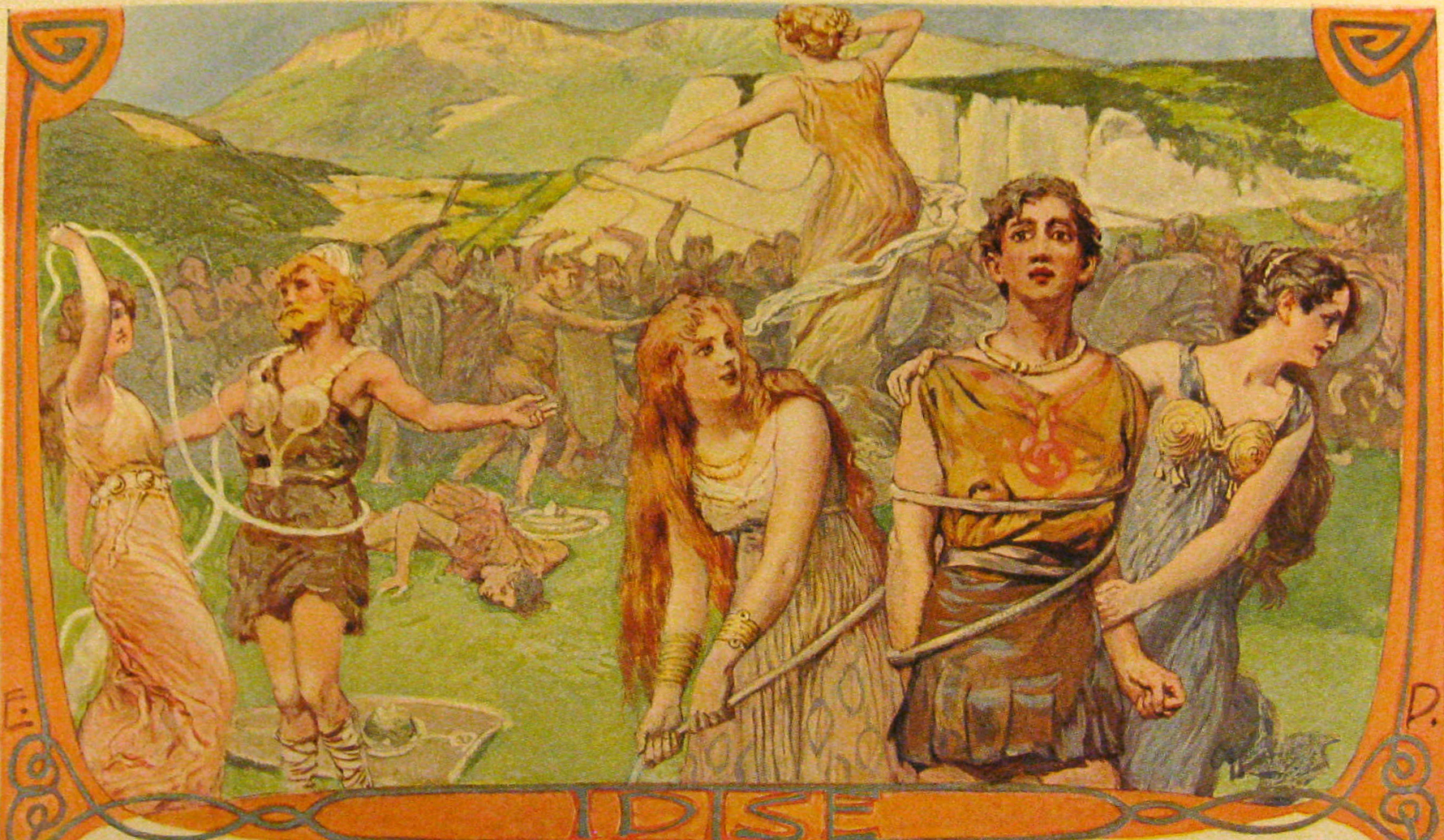
Idisy autorstwa Emila Doeplera

Disy, idisy – germańskie boginie związane ze sferą płodności i śmierci. Na kontynencie były wspomniane w pierwszym zaklęciu merseburskim, z kolei w Skandynawii pojawiają się w sadze o Herwarach, gdzie była mowa o święcie Dis, na którym składano im ofiary. Z kolei w Thidranda thattr, Tirdrandiego, który dążył do przyjęcia chrześcijaństwa na Islandii, atakuje dziewięć jadących z północy i ubranych na czarno kobiet z mieczami w dłoniach, które są określone jako Disy lub Fylgie (określenia użyte jako synonimy). W dwunastowiecznym poemacie Krakumal, Disy są utożsamione z Walkiriami – umierający Ragnar twierdzi, że Disy wysłane przez Odyna, zapraszają go do Walhalli. Słowo Disy było również stosowanym przez skaldów poetyckim określeniem na kobiety.